# 어료목장
어료목장(일본어: 御料牧場 고료보쿠죠[*])은 일본 황실에서 사용할 농신물을 생산하는 목장이다. 궁내청에서 관할하고 있다.
메이지 시대 초기 1875년(메이지 8년) 9월, 오쿠보 도시미치에 의해 당시 선진국인 유럽 군주국들의 왕족 전용목장을 모방하여 현 지바현 나리타시에 궁내청 시모후사 어료목장을 설치했다. 1969년(쇼와 44년) 8월 신도쿄 국제공항(현 나리타 국제공항) 건설계획에 따라 현재 위치인 도치기현 시오야군 타카네자와정으로 이전했다.